# NGC 1772
NGC 1772 је расејано звездано јато у сазвежђу Златна риба које се налази на NGC листи објеката дубоког неба.
Деклинација објекта је - 69° 33' 22" а ректасцензија 4h 56m 52,9s. Привидна величина (магнитуда) објекта NGC 1772 износи 11,0 а фотографска магнитуда 11,2. NGC 1772 је још познат и под ознакама ESO 56-SC33.